# Saule arctique
Salix arctica
Espèce
Classification APG III (2009)
Le Saule arctique (Salix arctica) est une espèce de plantes à fleurs de la famille des Salicaceae. C'est un minuscule arbuste du genre Salix (les saules) pouvant vivre dans des environnements arctiques ou subarctiques. On le trouve principalement autour de l'océan Arctique dans des zones rocheuses et des toundras. Il s'agit de la plante ligneuse dont l'aire d'extension s'étend le plus au nord, bien au-delà de la limite traditionnelle des arbres.

## Distribution
Le saule arctique est présent tout autour de l'océan Arctique, par exemple au Groenland. On le trouve également dans des zones montagneuses en Amérique du Nord et dans le Xinjiang en Chine,,.

## Description
Il s'agit d'un arbuste dont la hauteur varie en général entre 1 et 15 cm (rarement 25 cm). Dans la région du Nord-Ouest Pacifique, il peut atteindre toutefois 50 centimètres. Ses feuilles sont arrondies, vert brillant, d'une taille de 1 à 4 cm (parfois jusque 8 cm), pubescentes avec des poils argentés.
Il s'agit d'une plante dioïque. L'organe sexuel féminin est rougeâtre alors que celui du mâle est jaunâtre,. Bien que de petite taille, il a une durée de vie importante du fait de sa croissance lente dans un climat rude. Un spécimen de 236 ans a, par exemple, été trouvé au Groenland vers 1965.
Il peut s'hybrider avec Salix arcticola et Salix glauca.

## Utilisation
Le saule sert à l'alimentation de plusieurs animaux arctiques tels que le renne (ou caribou), le bœuf musqué, le spermophile, le lièvre arctique ou le lemming qui se nourrissent du feuillage, tandis que les bourgeons forment l'essentiel de la subsistance du lagopède à queue blanche.
Les Inuits et les Gwich’ins utilisent les branches comme combustible de chauffage, tandis que les fleurs fanées peuvent être mélangées à des mousses et être utilisées comme mèches pour les kudliks, les lampes à huile des Inuits. En médecine, l'arbuste a été utilisé pour traiter la diarrhée, les indigestions et certaines blessures. Les Inuits le mangent également pour profiter de sa richesse en vitamine C et de son goût tendre.